# Daishinku Corporation (KDS)
Daishinku Corporation ist ein japanischer Hersteller von Quarzoszillatoren und Resonatoren. Das Unternehmen wurde 1959 gegründet und beschäftigt derzeit weltweit 4154 Mitarbeiter. Der Hauptsitz befindet sich im japanischen Kakogawa. Die Produktion findet in Japan und auf dem asiatischen Festland statt.

## Geschichte
1959 wurde das Unternehmen Yamato Shinku Kogyosho in Kobe als Verarbeitungsunternehmen elektronischer Komponenten gegründet. 1963 erfolgte die Umwandlung in eine Aktiengesellschaft. 1976 wurde das Hauptverwaltungsgebäudes in der Stadt Kakogawa fertiggestellt und das Unternehmen notierte 1983 sekundär an der Osaka Stock Exchange.
1989, am 30. Jahrestag seiner Gründung, wurde der Firmenname in Daishinku Co., Ltd. geändert. 1991 wurde das Unternehmen im Prime Standard der Osaka Stock Exchange notiert.
2000 wurde Daishinku mit der der internationalen Umweltschutznorm ISO 14001 zertifiziert.  2013 notierte das Unternehmen an der Börse in Tokio.

## Produkte
Unter der Marke KDS werden Quarzresonatoren, Quarz- und MEMS-Oszillatoren, monolithische Quarzfilter, optische Quarzprodukte und hermetische Dichtungsprodukte angeboten. Die Produkte werden in verschiedenen Anwendungen eingesetzt, darunter zum Beispiel als tragbare Geräte, Smartphones, IoT / M2M, drahtlose Kommunikation, Netzwerktechnik, Automobilelektronik, Audio- und Videogeräte.